# 539
539 (DXXXIX) je bilo navadno leto, ki se je po julijanskem koledarju začelo na soboto.

## Dogodki
- 1. januar

## Rojstva
- Hilperik I., frankovski kralj Nevstrije († 584)
- Mavricij, bizantinski cesar († 602)